# فردریک رابرت مارتین

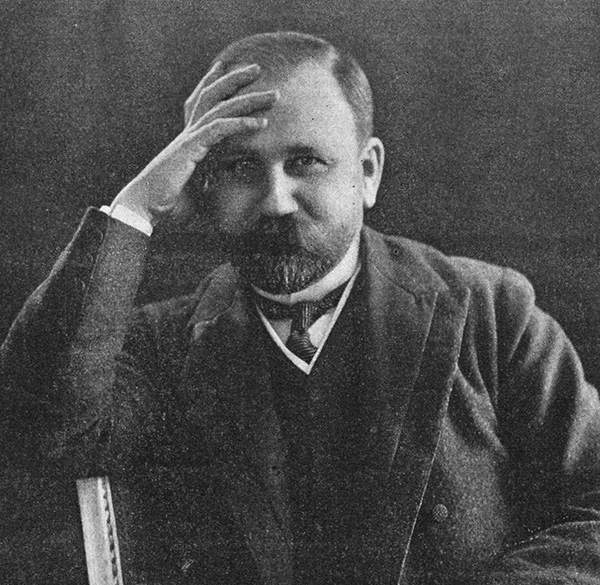
۱۹۰۸

فردریک رابرت مارتین (به انگلیسی: Fredrik Robert Martin) (۱۸۶۸–۱۹۳۳) مورخ هنر و نویسنده بریتانیایی بود. مجموعه مارتین به نام فردریک رابرت مارتین نامگذاری شده‌است که به عنوان مترجم در نمایندگی دیپلماتیک سوئد در قسطنطنیه کار می‌کرد. مارتین یک مجموعه دار متعهد بود که خاطرات سفرهای خود را ثبت کرد که می‌توان آنها را در کتابخانه Konstfack پیدا کرد. مارتین در اواخر دهه ۱۸۰۰ و اوایل دهه ۱۹۰۰ به ترکیه و روسیه و کشورهای دیگر سفر کرد و طی آن منابعی را جمع‌آوری کرد تا به سوئد برگردد و آنها را در نمایشگاه عمومی هنر و صنعتی استکهلم در سال ۱۸۹۷ ارائه دهد.

## آثار
- نقاشی مینیاتور و نقاشان ایران، هند و ترکیه از قرن هشتم تا هجدهم (۲ جلد، ۱۹۱۲)[۲]
- Morgenländische Stoffe (1897)
- Moderne Keramik von Centralasien (1897)
- Morgenländische Stoffe (1897)
- Dänische Silberschätze aus der Zeit Christians IV aufbewahrt in der Kaiserlichen Schatzkammer zu Moskau (1900)
- Die persischen Prachtstoffe im Schlosse Rosenborg in Kopenhagen (1901)
- A history of oriental carpets before 1800 (1908)
- Sett, hört och känt : skisser från Turkiet, Ryssland, Italien och andra land (1933)